# ده نو (أبرومند)
ده نو (بالفارسية: ده نو) هي قرية تقع في إيران في قسم أبرومند الريفي. يقدر عدد سكانها بـ 153 نسمة .